# Monestir d'Avinganya
El Monestir d'Avinganya, o de de la Mare de Déu dels Àngels d'Avinganya és un monument al municipi de Seròs (el Segrià) inclòs en l'Inventari del Patrimoni Arquitectònic de Catalunya i catalogat com a BCIL des del 29 de juliol de 2015. La seva importància recau en esdevenir el primer monestir de l'Orde Trinitari de la península Ibèrica, posteriorment es convertí en el panteó de la família dels Montcada i actuà en el segle XVIII com a Hostatgeria pel camí de Sant Jaume. El conjunt d'Avinganya (o Vinganya) està situat a 2 km al sud de la vila de Seròs, a la dreta del Segre, molt proper a la carretera que porta a la Granja d'Escarp. Actualment, les restes pertanyen a la Diputació de Lleida i s'hi han realitzat diferents intervencions arqueològiques en el seu entorn.
El conjunt monàstic d'Avinganya té dues parts ben diferenciades, tant funcionalment com estilísticament. Per un costat, hi ha l'àrea religiosa, formada pel temple i el campanar. La seva cronologia va des dels inicis del convent, al segle XIII, fins a la darrera etapa, segles XVII-XVIII, passant per la part més monumental del segle xv, que és del més pur estil gòtic. Per l'altre, tenim l'àrea residencial de la comunitat religiosa, formada pel claustre i les edificacions que l'envolten per l'est, el sud i l'oest; amb una cronologia dels segles XVII-XVIII, a excepció de la zona oriental del claustre, on hi ha encara en peu un parament gòtic i probablement les restes de la primera torre islàmica.

## Situació geogràfica
El monestir d’Avinganya està situat en l’extrem més meridional del Segre, en un territori que es coneix amb el nom de Baix Segre. És una zona deprimida que dona a una vall que s’inicia a partir d’Alcarràs, en un moment en què succeeix l’aprimament del riu Segre fins a arribar a la seva unió amb el riu Cinca, conegut com l'aiguabarreig de la Granja d'Escarp. La llargària d’aquest recorregut és d’uns 8 km (des d’Alcarràs fins al Cinca). S’observa com, en el seu perímetre, s’obre una topografia mitjanament abrupta de petites serres i tossals amb una quantitat de vegetació considerable propiciada per l’aigua, que fa fèrtil les terres. A més a més, s’arribaria fins a l'Ebre a prop Mequinensa i entre Alcarràs i Torres de Segre es fa evident la connexió des de l'Ebre cap als Pirineus.

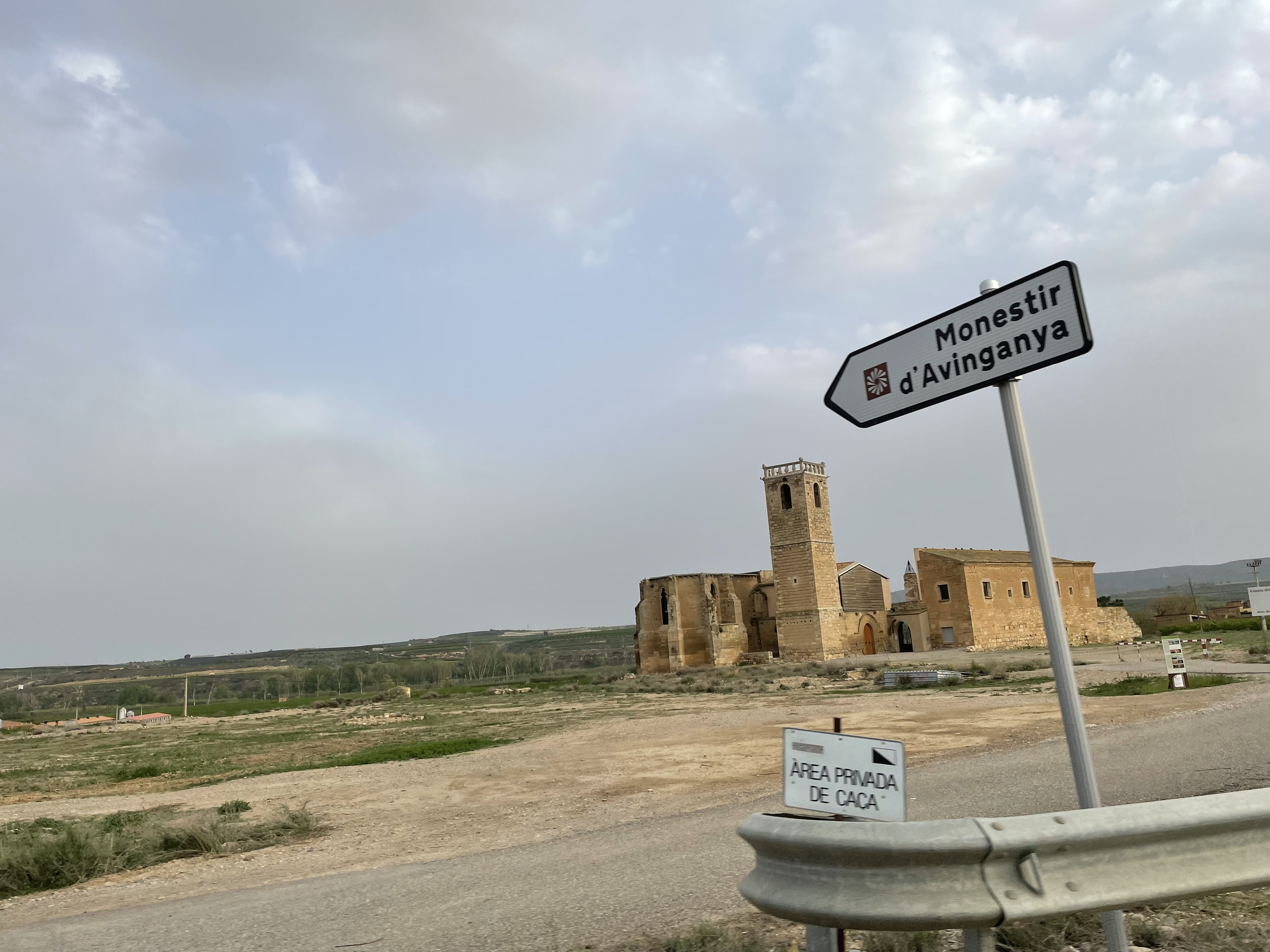
Accés cap a Avinganya per la carretera que uneix Seròs amb la Granja d'Escarp

Concretament, el monestir s’ubica entremig dels pobles de Serós i La Granja d’Escarp, a uns 2,5 km al sud-oest del primer i 5,1 km del segon, així doncs, pertany al terme municipal de Seròs. El temple es col·loca en la banda dreta del riu Segre, on hi ha el canal d’Aragó-Catalunya que proporciona l’ús del conreu en regadiu, juntament amb les séquies. Per la contra, en la zona esquerra del riu (lLes Garrigues), l’agricultura s’enfoca en el secà i en grans extensions de terra improductiva.
Avui en dia es troba a la vora de la carretera LP-7041 que connecta Serós amb la Granja, envolta’t de camps fruiters i petites construccions agrícoles. Aquesta situació geogràfica es pot visualitzar des del pic més alt de la comarca, en les altures del Turó del Montmeneu, d’uns 494 metres, al sud-est d’Avinganya.

## Història

### Moment de creació del monument
Els orígens històrics d’Avinganya es remunten a l'època àrab. Les referències historiogràfiques ens parlen d’una torre d’explotació agrícola en una finca de terra fèrtil. Aquesta hauria estat propietat de Yahya Ibn Ganiya, un rei àrab senyor de València i Múrcia, guanyador de la Batalla de Fraga contra Alfons I, de l’època anterior a la conquesta cristiana en el segle XII. Del nom del seu amo -l’ètim ibn Gâniya- arribaria el topònim d’Avinganya (Turull i Rubinat, 2012: 262).
La conquesta de les terres àrabs per part dels cristians en la zona de Lleida, l’any 1149, fa que la propietat andalusina passi a pertànyer a Ramon Berenguer IV, que posteriorment, li concedeix a Pere de Bellvís un cavaller cristià rellevant en la conquesta de la península ibèrica durant la segona meitat del segle XII. A finals del segle, Pere de Bellvís va ser capturat pels musulmans de València, cosa que el motivà a regalar la propietat d’Avinganya als nous trinitaris com a forma d’agraïment (Medina Morales, 2011: 2). Per tant, Pere de Bellvís li atorgà la torre d’Avinganya -junt amb les seves terres, pertinences, aigües i pastures- a Joan de Mata el 30 de novembre del 1201, es consagra en el següent any (González i Xandri, 2015: 4). Aquest ja havia fundat l’Orde religiós dels Trinitaris el 1194 a Cerfroid -nord de França-, i construeix la seva primera casa Trinitària en la península Ibèrica a Avinganya, amb la creació d’un primer temple a la vora de l’antiga torre àrab, on s’instal·la la primera comunitat de cinc persones, aproximadament (González i Xandri, 1986-1988: 11). D’arquitectura de característiques romàniques cap a un incipient gòtic amb pintures mudèjars en l'absis principal, era senzilla, d’una sola nau, capçalera plana, coberta de doble vessant, volta apuntada en el presbiteri i tres arcs de diafragma. Encarada a l'est amb l’entrada en l'oest. L’edifici servia per a donar refugi als cristians captius a mans d’àrabs, com també, per a fomentar la vida comunitària i adorar a la Santíssima Trinitat. Joan de Mata propulsava comunitats petites de monjos que - segons la Regla - oferien hospitalitat a pobres, malalts, orfes, realitzant labors d’infermeria, cures i d’allotjament, normalment en un lloc annex a l’església i amb el seu propi cementiri (Aliaga, 2012: 137). Tot i que, segons González i Xandri, no hi ha constància ferma que a Avinganya s’hi afegís un hospital, com sí que n’hi havia a Lleida o Anglesola. Igualment, sí que hi passava un tram del camí de Sant Jaume, demostrat per una mènsula amb sis petxines tallades en la pedra, situades en la façana del segle xiii (González i Xandri, 2015: 4).
L’arribada de l’Orde a Catalunya amb el primer establiment a Avinganya, és un període pròsper. La Cort de Pere el Catòlic l’havia acceptat bé i el monarca donà suport personalment a les primeres redempcions al regne del Marroc (Bertrán i Escolà, 1987: 147). En els seus inicis es reben a la Casa diverses subvencions econòmiques; tanmateix, quan arriba a la Corona d’Aragó l'Orde de la Mercè, Avinganya i els Trinitaris perden protagonisme. Les tasques de redempció, que compartien amb els de la Mercè, caigueren exponencialment. En el 1223 es comptabilitza l’última redempció a Avinganya, que havia estat de milers en la seva època brillant. A més, s’havia fundat l’altra Orde a Lleida poc després. Per aquests motius, la Casa d'Avinganya queda en un estat crític de crisi econòmica. Així doncs, la primera fase d’establiment en la zona d’Avinganya, va des del segle XI fins al XIII.

### Les diverses fases constructives
La greu situació se soluciona amb l’entrada dels Montcada en l’Orde. El 1236 es posa en venda Avinganya. L’adquireix Constança de Montcada, filla de Pere el Catòlic, vídua de Guillem Ramon de Montcada i senyora de la Baronia d’Aitona. Segons Bertrán i Escolà, adquirint el monestir, Constança augmentava les propietats en el Baix Segre, cosa que afavoria al seu senyoriu i li proporcionava un lloc on refugiar-se. L’intercanvi de valors amb el ministre general fra Nicolàs IV, fomentà que s’instaurés l’única comunitat femenina de l'Orde Trinitària amb unes dotze monges procedents de famílies nobiliàries, les quals compartien relacions amb els Montcada. El 1251, és quan s’instal·là definitivament Constança que estigué els seus últims dies, morí el desembre el 1252 (Bertrán i Escolà, 1987: 149). En aquesta fase s’impulsa l’engrandiment de la construcció i s’ubicà el panteó familiar dels Montcada on ella s’enterrà. Es conserva en el Museu de Lleida el sepulcre d'ella i del seu espòs Guillem. El seu lloc d’emplaçament original, se situava en una nova capella que es fa construir per ella durant la segona meitat del segle XIII, ubicada a la banda nord de la nau central, consta d’una volta apuntada i amb decoració -per primer cop- de l'heràldica dels Montcada.
Avinganya es converteix en un lloc emblemàtic de la família dels Montcada, on molts d’ells s’enterraran. Després de la mort de Constança, diversos personatges del llinatge protegeixen la Casa, un dels primers va estar el seu fill Pere (Senyor de Seròs) (Bertrán i Escolà, 1987: 149). Aquest fet crida l’atenció de la resta de monarques com Jaume el Just, home d’Elisenda de Montcada, que protegeix fermament Avinganya. La filla d’Elisenda i besnéta de Constança, anomenada com a Berenguera de Montcada serà l’encarregada de protegir i d’impulsar la Casa en la primera meitat del segle xiv, el que es defineix com l’època de més esplendor. Berenguera era l’última del llinatge que comptava amb el senyoriu de Seròs i, amb l’ajuda de la prioressa Sibil·la de Montcada -germana d’Elisenda-, activa una transformació ambiciosa de l’estat original del temple. L’arquitectura canvia de fisonomia notablement cap al gòtic, s’afegeix un cos al nord de la nau central: la que es batejarà a posteriori com a Capella del Remei. Aquesta gaudeix d’unes dimensions desproporcionades de la resta de l’edifici, es podria dir que és un edifici dins del mateix edifici. Davant seu, en la banda dreta -sud-, s’hi inclou una altra capella més petita que s’anomenà després com la Capella del Sant Crist. La part central de la nau substitueix l’anterior arc triomfal per una volta de creueria en pedra, com també se’n situa una en la capella del Remei, ambdues amb claus de volta policromades de qualitat considerables tallades en baix relleu i amb imatges sobre: l'Agnus Dei i el Crist en Majestat, en la zona del presbiteri, i la Coronació de la Mare de Déu, en la capella. La nova capella gòtica contenia en els costats quatre arcosolis -dos per banda- on dins s’acollien els sarcòfags on es dipositaven les tombes dels membres familiars, damunt s’observen l'escut dels Montcada i el símbol Trinitari de la creu.
El sepulcre de Berenguera se situà en la capella del sud junt amb les restes del seu marit Bernat Jordà d'Illa, posterior per l’estil cronològicament a la del Remei, on estava al seu pare Guillem de Montcada. És de planta quadrada presidida per un arc apuntat amb decoració vegetal profusa, una volta de creueria en el sostre amb una clau amb l’heràldica dels Montcada (els sis cercles vermells sobre un fons groc). Conté de més mènsules en el fons on es recolzen els nervis de la volta, es representen en l’esquerra un personatge part no humana part humà que toca la flauta i en la dreta, una persona tocant la viola. D’acord amb Bertrán i Escolà, la capella estava ricament policromada. A més a més, Berenguera hauria promogut d'altres capelles com la petita del sud-oest, al cantó de la dels esposos, anomenada com la Capella del famós Sant d’Avinganya, on està la recepció d’ara.
El seu testament fou molt solidari, ja que no tingué fills amb cap dels seus dos marits i suposarem que, gràcies a aquest allarga protecció anterior i posterior, la Casa arribà a comptar d’una comunitat de trenta monges (cosa estranya considerant que el fundador Joan de Mata preferia comunitats de sis). S’entén, doncs, que el temple volia adquirir una estètica gòtica total, però que no va poder-se dur a terme, ja que l’últim terç del segle XV s’entra de nou en una altra forta crisi. L’any 1500, una forta pesta culmina a les monges fent que sobrevisquin només dues d’elles.

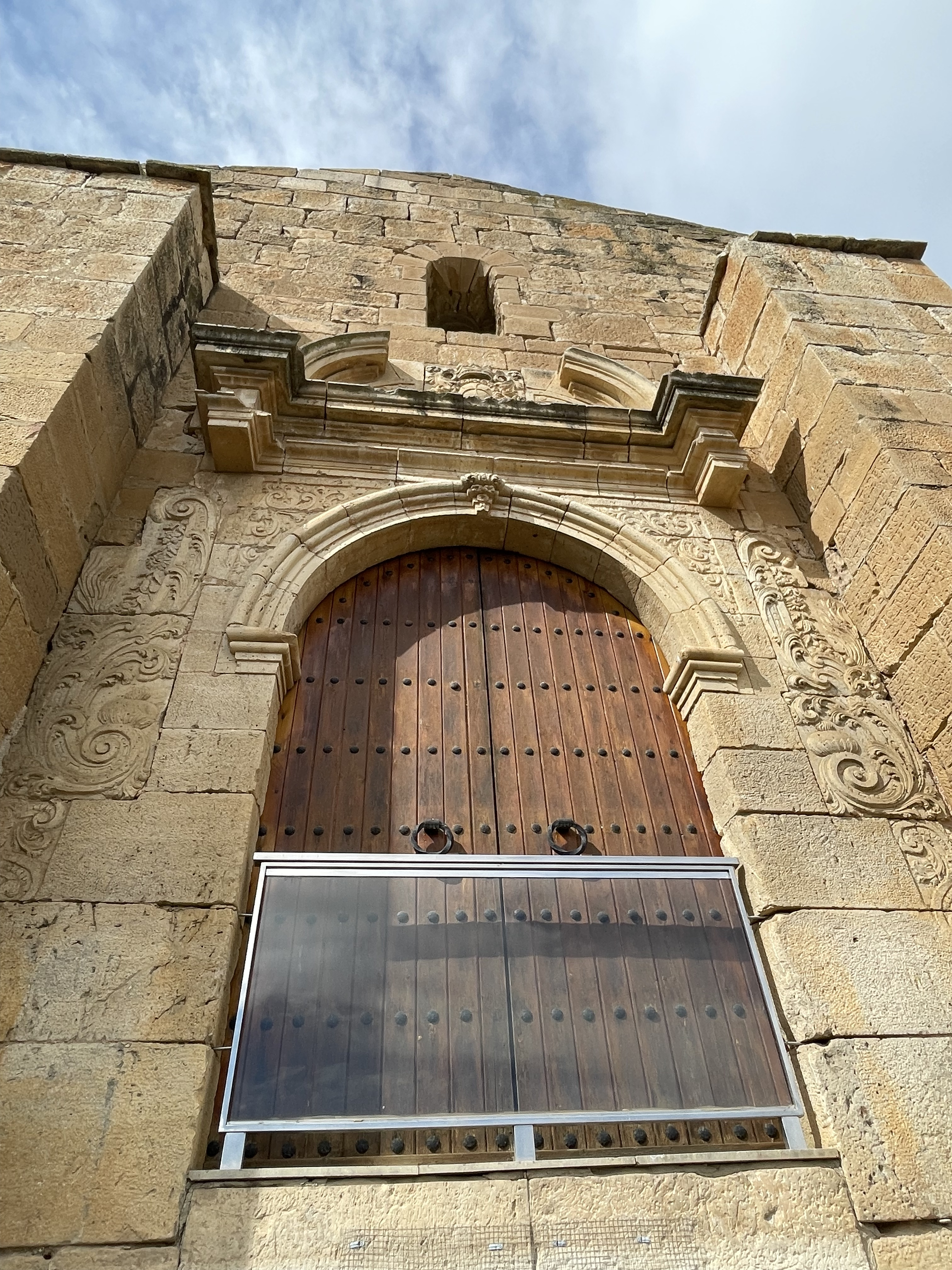
Imatge exterior de la porta d'estil Barroc

Es torna a replantejar la salvaguarda de la Casa, que se soluciona amb el retornament d’una comunitat masculina a mans del Papa Climent VII l’any 1529. L’any 1606, els nouvinguts monjos van transformar la Casa en noviciat. A més, durant el segle xvii, varen començar noves reformes en l’edifici que acabaren amb l’anterior projecte gòtic cap a l’any 1690. Varen implementar el canvi més notable en l'orientació del temple, ja que col·locaren l'absis en la situació de l’antiga porta del segle XIII, a l’oest, i afegiren la nova porta on estava l’absis original, direcció a l’est. Típicament, en un temple d'època tardogòtica, la porta se situaria a ponent i l’absis a orient. S’observa encara, que en l’entrada nova del segle xvii, s’hauria construït un cor alt, a un segon pis. La nova façana d’estètica barroca, és de gran qualitat. La façana és tractada amb inscripcions tallades en el mur, amb gran decorativisme. La porta, de la qual s’han perdut les columnes laterals, és emmarcada per un timpà corb sobre el qual dos frisos sostenen un altre de partit dintre el qual s’observa l’escut trinitari, aquest és flanquejat per dos gerros amb flors que culminarien les antigues columnes d’ordre compost. Es construeix un campanar orientat en el cantó nord-oest de planta quadrada a diferència dels gòtics disposats en els peus. És modest, acabat amb una balustrada del segle XVIII. Addicionalment, s’afegeixen al segle xvii, el claustre i les dependències perimetrals cap al Sud-oest. Aquestes obres es duen a terme, amb materials menys nobles que en l'edat mitjana, si no que en comptes de carreus s’afegeixen maons i guix (González i Xandri, 2009-2011: 5).
El que ha quedat del temple és d’aquesta època barroca, ja que a partir d’un incendi en l’any 1809 durant el transcurs de la Guerra del Francès la Casa d’Avinganya comença a caure en la decadència. El 1835 el decret de la desamortització de Mendizábal, fa que es tanqui el complex religiós i cau en l’abandonament absolut. L’edifici és fruit d’espoli constant, amb objectes que van a parar a diferents mans: veïns i veïnes que s’aprofiten dels materials preciosos, altres que van a la parròquia de Seròs (destruïts en la Guerra Civil) o alguns al Museu de Lleida (González i Xandri, 1989: 12). Posteriorment al decret, finals del segle principis del XIX, l’edifici és propietat de la família Pitarque i és quan Barraquer el 22 de juny de 1898 el va descriure com a un brut magatzem de llenya (González i Xandri, 1989: 13). Quan Gaietà Barraquer i Roviralta visita el conjunt monàstic encara existeix la zona de les residències de la segona altura, pràcticament en totes les seves parets; tanmateix, es creu que durant la Guerra Civil s’hauria destruït la zona residencial. Durant els següents anys del segle xx, d’acord amb la investigació de González i Xandri, Avinganya passa a mans de diferents entitats com l'Institut de Colonització el 1931, continua als anys seixanta sent lloc d’emmagatzematge de material agrícola, fins a produir-se una primera acció de salvaguarda per la Diputació provincial que tapia les portes. Com es pot comprovar l’edifici estava en un procés de degradació molt perillós, destacat per l’estat en ruïnes de l’interior, l’espoli constant i les diferents guerres, ja que també s’utilitza en el Front del Segre el 1938. Per aquests motius, finalment, el 14 de març del 1940, la Diputació de Lleida acaba per comprar la propietat, amb l’objectiu d’iniciar la recuperació d’Aviganya per la seva condició de bé cultural remarcable dins del Baix Segre. L’any 1986 es comencen les accions de recuperació, amb l’ajuda d’un conveni amb la Generalitat de Catalunya, a càrrec dels arqueòlegs Joan Ramon González i Joana Xandri. Comencen per la rehabilitació física de l’església i després s’enfoquen en el claustre. El procés se sustenta en l’estudi, la consolidació i la recuperació d’Avinganya.
En el 1997 Avinganya es converteix en un centre de difusió del patrimoni artístic-cultural gràcies a l’IEI (Institut d’Estudis Ilerdencs), amb l’anomenat Centre d’Arqueologia d’Avinganya.

## Intervencions arqueològiques

### Excavacions
Les intervencions al Monestir d’Avinganya s’inicien en l’any 1986, quan la Diputació de Lleida juntament amb l’IEI es responsabilitzen de la recuperació del conjunt arquitectònic en un estat gairebé en ruïna. Segons la pàgina web del Gencat, el llistat cronològic de les diverses intervencions va des del 1986 fins al 2011. Aquest és el següent: 1986 excavacions d'urgència, 1987 excavacions d'urgència, 1988 excavacions d'urgència, 1990 excavacions d'urgència, 1991 projecte d’investigació: Excavació del sector sud-est del monestir fins al 1992, 1992 Projecte d’investigació i Excavació, 1993 Projecte d’investigació: Excavació de l’exterior de les residències del costat oest, 1994 Projecte d’investigació: Fins al 1995 s’excava la zona meridional, 1995 Projecte d’investigació, 1996 Projecte d’investigació i Excavació, 1997 Projecte d’investigació: El conjunt arquitectònic se converteix en el Centre d’Arqueologia d’Avinganya i s’excava l’interior de la zona residencial i del costat exterior sud-est, 1998 Projecte d’investigació: Excavació de l’interior de les residències, 1999 Projecte d’investigació: Excavació interior dels edificis residencials junt amb l’exterior sud-est, 2009 Excavació, Intervenció preventiva, 2010 Excavació, Intervenció preventiva i 2011 Excavació, Intervenció preventiva.
La primera excavació del 1986 és crucial per entendre els inicis del projecte de rehabilitació d’un monument que havia patit múltiples etapes constructives i un procés de degradació des del segle XIX. Constitueix el primer contacte amb un bé que era majoritàriament desconegut fins llavors. La memòria del treball d’arqueologia efectuat en aquests anys va des del 1986 fins al 1988, on hi ha una excavació sistemàtica del temple, tant de les cobertes com de la roca natural. González i Xandri, s’adonen en aquesta primera fase d’intervenció, que el conjunt té dues parts diferenciades: el recinte religiós i el temple, l'església. S’acompleixen totes les tasques en el temple, per després enfocar-se en el claustre. La memòria relata l’excavació de la nau central, l’excavació de l’interior del campanar, l’excavació del cor, l’excavació Capella de Ntra. Sra. del Remei, l’excavació de les cobertes, l’excavació a l’exterior de la porta est i oest, l’excavació parcial de l’habitació Nord-est, les estructures sobre la cripta exterior i el procés de neteja. Es troba l’habitació 1714, una estructura pegada i adaptada a la Capella del Remei, al cantó de la porta barroca en situació nord-est, que no es manté avui dia. Aquesta habitació s’interpretaria a posteriori com una hostatgeria barroca. Fins i tot, es coneix d’una cripta del segle XVIII entremig del campanar i la Capella del Remei. A més, es realitza un estudi de les capes estratigràfiques dels diversos arrebossats dels murs que donen més informació cronològica, igual que, en l’estudi de la coberta. Una troballa important, és la cripta subterrània a l’inferior de la capella de la Santa Creu, on s’havia col·locat en època dels Montcada (en què data la cripta) un capitell de gran mida d’aspecte antropomòrfic -cara humana- de la primera construcció romànica. Es restauren les pintures mudèjars de la mateixa època primerenca de l'edifici.
La segona memòria data dels mesos març-abril del 1990 i se centra en el claustre, en la recerca d’una possible torre d’origen àrab. Intervenen altres arqueòlegs en la investigació: es compta amb l’ajut de Dolors Serra i Serra i Josep Medina. En aquesta segona fase les excavacions se centren en l’antiga torre àrab, de la qual no se’n sabia res fins al moment d’iniciar els processos arqueològics en la zona, ja que només es devien veure els jaciments actuals de difícil interpretació. El projecte d’excavació es classifica en tres moments: excavar en l’interior del claustre, excavar en l’exterior del claustre per l’est i, el mateix, pel sud. González i Xandri (1990) parlen del fet què les citades intervencions són pensades amb el fi d’afegir detalls en el coneixement del recinte. En primer lloc, es detalla la cronologia de les estructures baixes conservades de l’antiga torre andalusina, en un estat de desgast important i enterrades davall d’estrats de rebuig o altres parts enderrocades del temple. Després de la complicada labor, es restaura la zona.
La tercera memòria d’excavació seria l’efectuada en el 1999 i s’enfocà en l’espai de les residències dels monjos/es, específicament, es duu a terme l’excavació de l’ala nord i est del claustre i de manera parcial l’interior central. S’explica detalladament quina és la metodologia utilitzada per entendre de la millor forma el temple, distribuir-lo, ordenar la informació obtinguda, classificar-la i interpretar-la. Es cita el sistema de registre Harris i les dades al complet s’agrupen en fitxes amb el programa informàtic File Maker Pro, les quals es diferencien en les d’estratigrafies, d’estructures, d’inventari dels materials, d’esbossos d’elements, fotografies, inventari de planimetries a més de les referències bibliogràfiques. Alhora, es realitzà una divisió dels espais per tal de relacionar les diferents subdivisions, saber-ne el seu ús i la connexió amb la resta. Avinganya el reparteixen en tres sectors i catorze parts.
En el 2003 s’esdevingué un fet dramàtic: s’enfonsà el mur del segle XVIII de prop la porta barroca, amb la qual cosa s’efectuaren serveis de neteja de la zona i de recuperació, sobretot, de la séquia de la vora que quedà greument afectada. La causa del desastre fou la falta de fonament del mur, que va caure per l’efecte de les fortes pluges. Al mateix temps, s’excavaren correctament les zones afectades pel derrocament, tenint com a objectiu principal els voltants de la torre andalusina cap al nord-est, on trobaren dues foses, una amb restes d’ossos humans, l’altra buida. De la torre, es van conèixer els murs i la seva funció interior, es caracteritza per les pedres calcàries de mida mitjana unides amb morter.

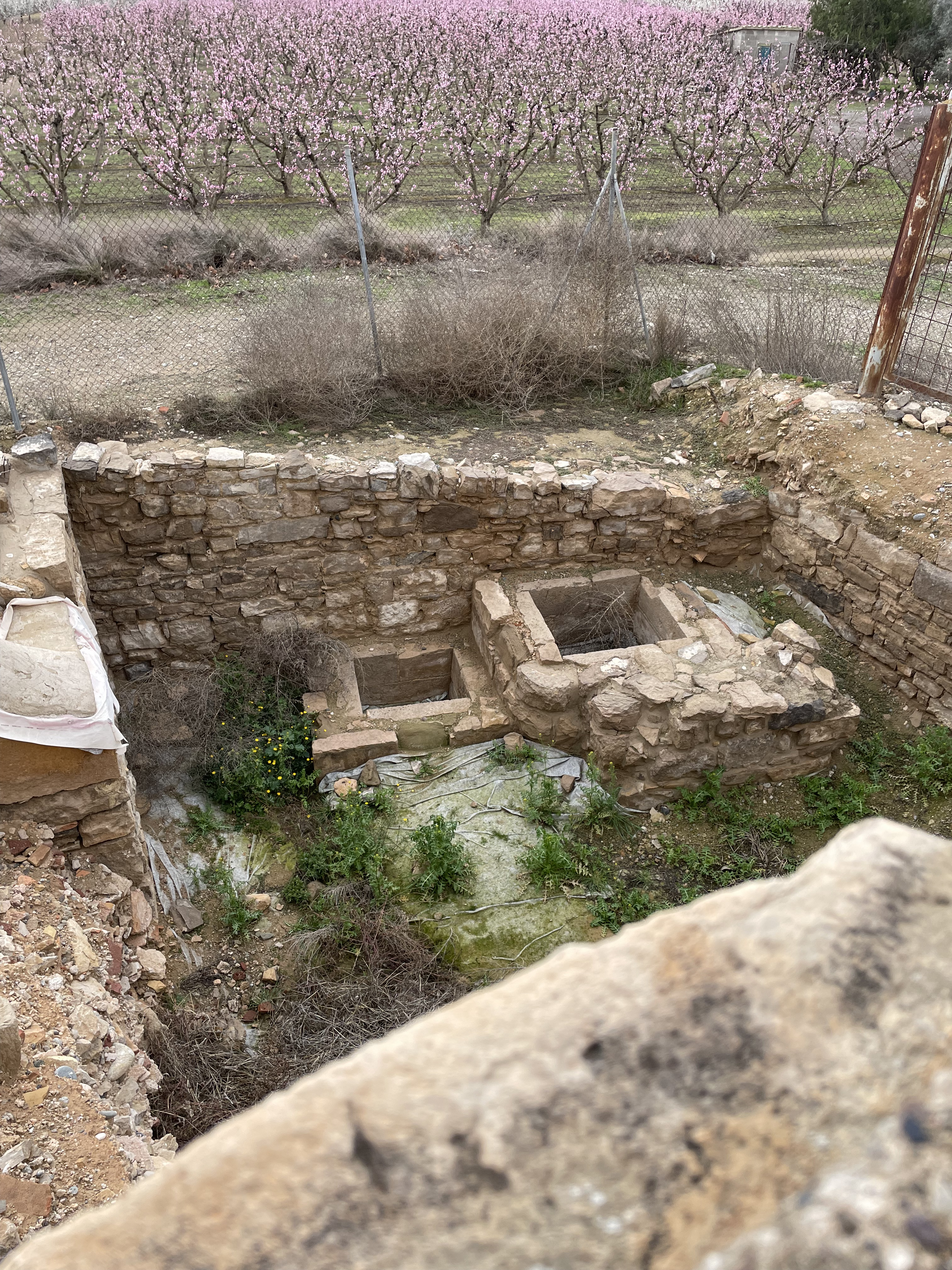
Zona on estaria situada els suposats forns de calç o la possible premsa d'oli

L’última memòria  és la referent als anys 2009, 2010 i 2011. En la memòria s’especifiquen les intervencions efectuades durant els anys 2009, 2010 fins al 2011, quan s’excava molt més lluny del jaciment monacal. S’analitzen les rondalles del temple: un camí de la vora i el camp agrícola de l’est, ja que la zona mostrava indicis de cases domèstiques properes al temple dels segles XVII-XVIII. Es troben dos canals i dues cubetes que farien referència a un circuit d’una possible premsa d’oli, o d'unes estructures de combustió - forns - en la zona on es situaria el cementiri, les quals s’haurien utilitzat per a la producció de calç abocada en algunes de les tombes. La necròpolis del sud-est/nord-est s’excavava i es data com activa des del segle xiii fins al segle xvii, inicis del segle XVIII, quan es trasllada de localització cap a l’oest. En diferents campanyes arqueològiques s'han identificat quatre zones de necròpolis o d'enterrament: en l'interior del temple, a l'oest del temple (actual entrada al monument), al nord-est del temple i un petit espai entre el temple i el claustre. Solament, la necròpolis nord-est ha estat més àmpliament estudidada. Excavada l'any 2009, a càrrec del Institut d'Estudis Illerdencs, es creu que es va recuperar el 30% del total del cementiri original. En aquesta necròpolis s'hi van localitzar 49 tombes i es considera la més antiga entorn el monestir (s. VIII-XIV) i el seu ús seria, eminentment, civil. L'estudi antropològic revela la presència tan d'homes i dones, amb una supervivència similar a altres nuclis medievals rurals, entre 21-40 anys pels dos sexes, amb la presència d'únic home que va superar els 60 anys. També cal destacar l'alta presència de patologies, ja que -com a mínim- 34 individus presenten algun tipus d'afectació, sobretot de caràcter articular (osteoartritis). Això es relaciona amb la vida rural i l'activitat pròpia d'aquesta. De fet, per l'anàlisi patològic es podria considerar una divisió del treball, ja que l'artrosi, en homes és més present a l'esquena, i en dones, a les mans. Entre els casos trobats, s'hi ha identificat un home adult afectat d'hiperostosi esquelètica idiopàtica difusa (DISH o malaltia de Forestier) i una dona adulta afectada d'una infreqüent osteoartropatia hipertròfica (OPH), entre d'altres afectats de patologies congènites, traumatismes i infeccions post-traumàtiques.
Finalment, es descobreix que hi hauria hagut un assentament de cabanes pertanyents a l'edat de Bronze que s'ocupa temporalment i en diverses ocasions. Es troben en direcció al nord-est tot un seguit de forats realitzats per segurament pals, que les qualifiquen com a proves d’assentament de dues cabanes.

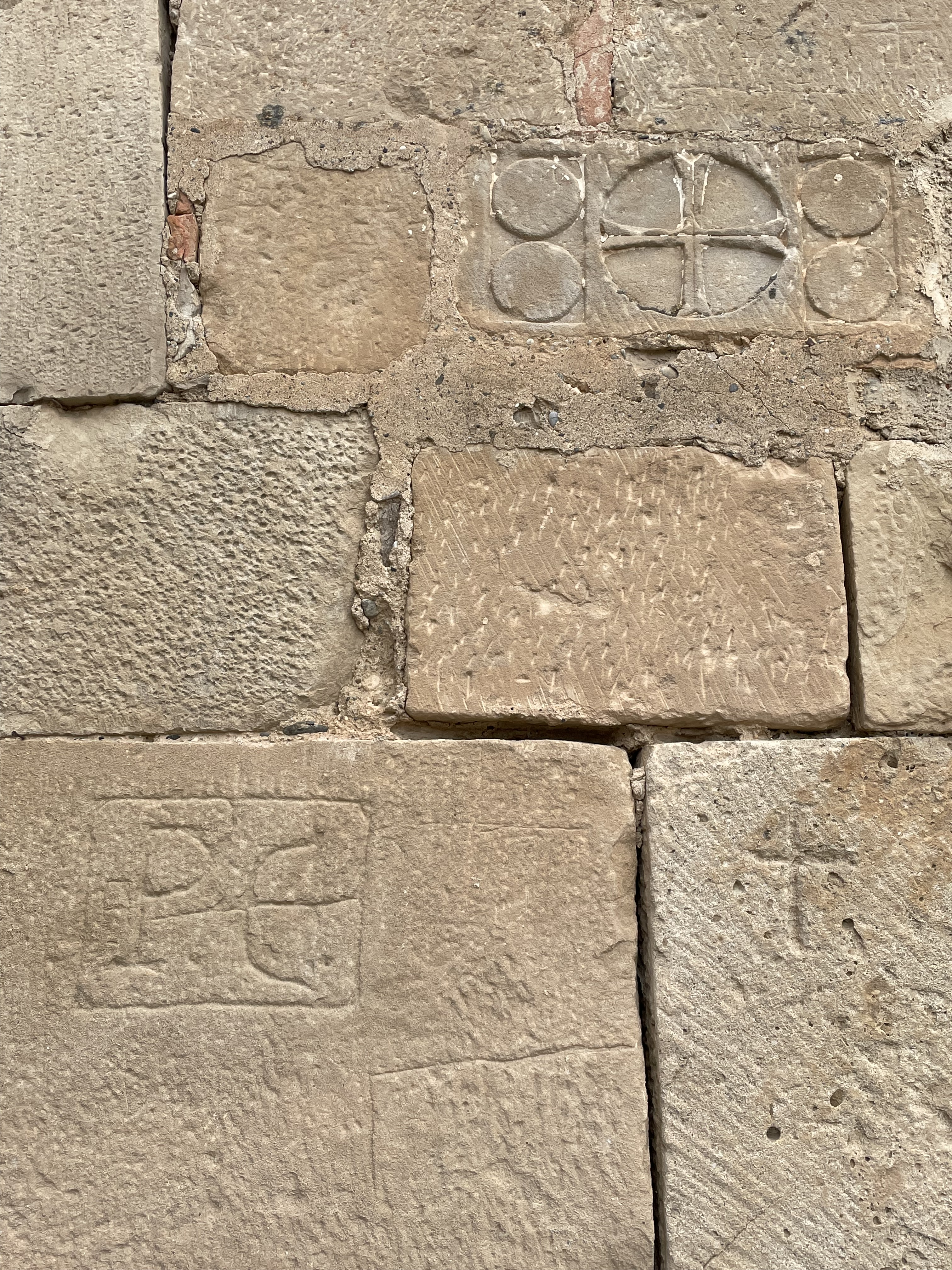
Marques en el mur en la façana exterior d'Avinganya.

Cal recalcar que, en el transcurs de tot el trajecte arqueològic, s’han trobat i estudiat les marques de picapedrers i d'incisions en el mur de gran interès per Joana Xandri.

### Restauracions
Les restauracions a Avinganya són complexes, ja que s’entrelliguen amb el procés d’excavació arqueològica, així i tot, es té constància que es proporcionen treballs complexos de neteja, per l’estat ruïnós del jaciment, i la consolidació de certs elements com la coberta de l’església o les pintures mudèjars durant els primers anys.

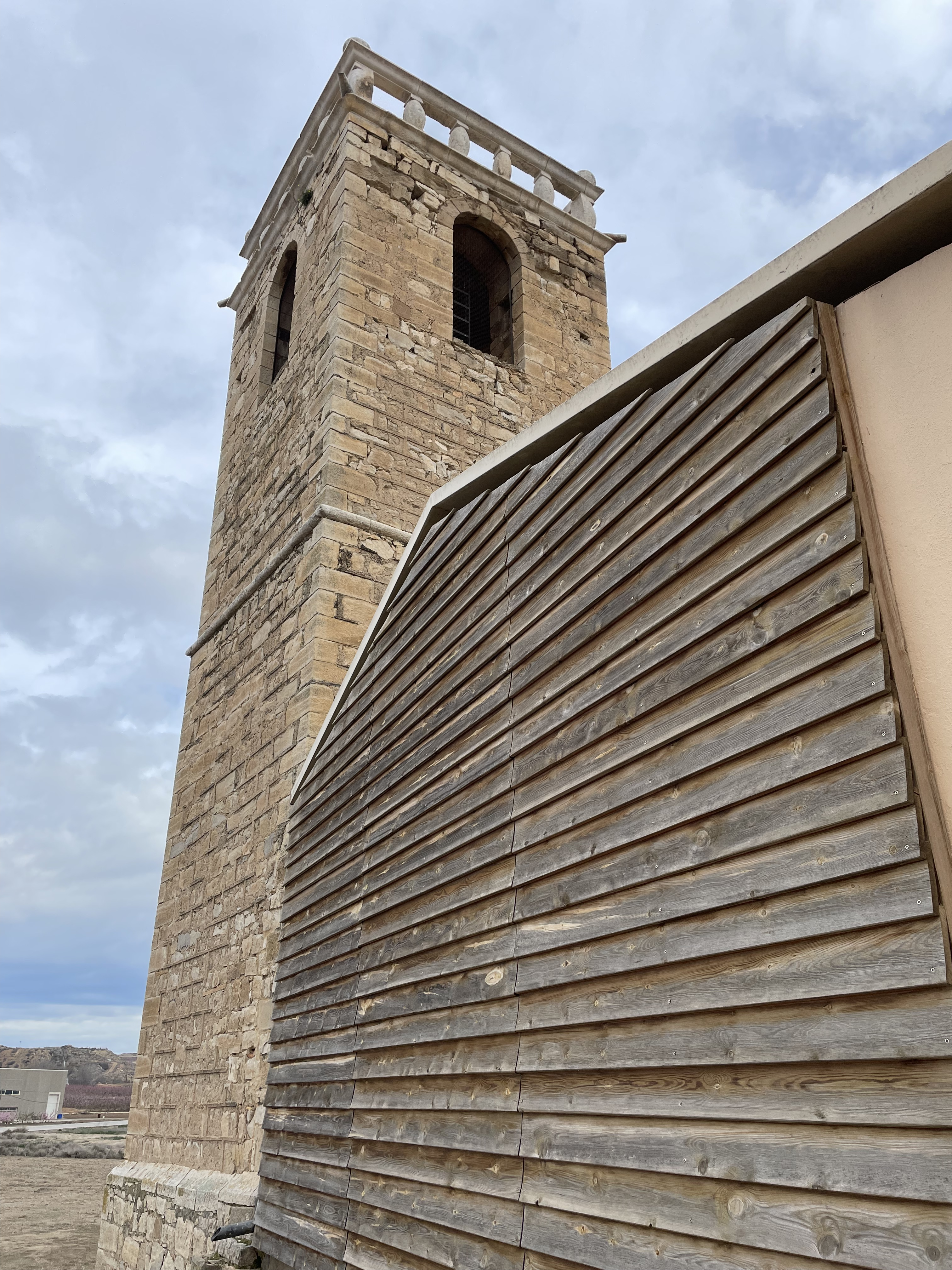
Part reconstruïda de la façana d'entrada actual

L’arquitecte Jaume Fresquet va cobrir la part superior de l’entrada actual -l’original porta del segle XIII- amb un vidre de gran magnitud que, en veure la inutilitat del material el qual deixava traspassar la calor i el fred, es va substituir per una estructura de fusta. Aquesta part era buida abans de cobrir-ho, segurament per l’enderroc del segon pis a causa de l’incendi per la Guerra del Francès.
En el 1986 es va dur a terme el primer estudi de conservació-restauració de les pintures mudèjars en mans de la restauradora Erina Serrano, així i tot, no es va efectuar una Part reconstruïda de la façana d'entrada actual altra intervenció preventiva en l’any 2007. Aquest projecte es duu a terme per la perillositat de l’estat de conservació de les pintures que el restaurador encarregat -Roger Xarrié (2007)- definia com a dolent i quasi ruïnós. Hi havia hagut despreniments per les filtracions d’aigua de la coberta perquè s’afegí ciment com a mètode de consolidació parcial del mur, en comptes de morter de calç. També, en el 1986-7 es destruí el segon pis del cor amb la intenció de deixar espai per la visualització de les pintures. Per tant, en els mesos de juliol i agost del 2007 es consolidaren -amb la tècnica de la consolidació arqueològica- i se subjectaren en el mur les pintures murals, com també, s’intervenia en les altres pintures barroques i en altres elements escultòrics no identificats.
L’any 2022 i el 2023 s'han continuat amb petites accions en el claustre. Les noves tasques varen dirigir-se per Josep Medina de la Diputació de Lleida. Seguint les antigues excavacions, Medina continua les accions en l’extrem sud-oest del claustre iniciades el 1994, on s’insereix un espai mig soterrat que devia servir per produir i guardar vi i oli. Dos dipòsits interconnectats per decantar l’oli que es relacionen amb la premsa. Es pretén continuar dins del marc de la iniciativa Patrimoni XXI.

## Els Centre d'Arqueologia d'Avinganya
El Centre Arqueològic d’Avinganya es crea el dia 4 d’octubre de 1997 per la Fundació Pública Institut d'Estudis Ilerdencs de la  Diputació de Lleida i dependent del Servei d’Arqueologia d’aquesta institució. Neix amb la intenció de promoure les tasques d’arqueologia del conjunt arquitectònic d’Avinganya i amb la voluntat d’apropar el patrimoni al gran públic, facilitant la seva comprensió, divulgació i posada en valor. Gràcies al centre s’impulsaren jornades d’investigació on s’incloïen estudiants del CRBMC o de la Universitat de Lleida. Es pot considerar com a un projecte ambiciós que activà el primer monestir trinitari de la península Ibèrica i que, després de segles de desconeixença i deixadesa, en va poder recuperar la seva plenitud. Per tal d'acomplir-ho es proporcionaven visites guiades gratuïtes i s’incentivaven tallers per les escoles de la zona. Els tallers educatius eren promoguts per l'arqueòloga Joana Xandri per a grups de primària i d’ESO. Es creaven activitats per introduir als infants i als joves en l’arqueologia, com per exemple, motlles de plastilina d'elements arquitectònics, es resseguien els símbols dels picapedrers o es realitzaven jornades en l’interior del jaciment.

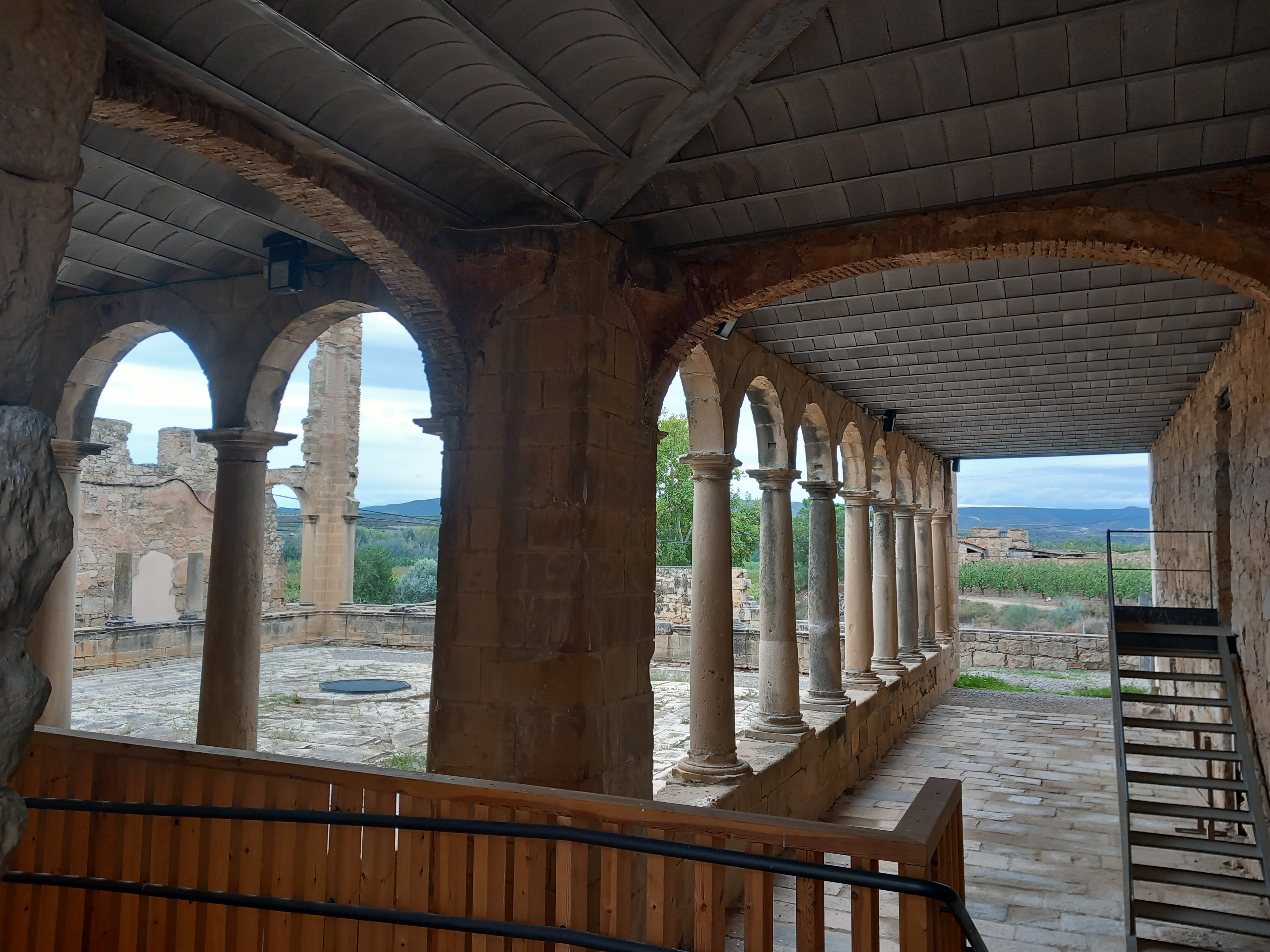
Imatge actual de l’estat del claustre del monestir on s’observa la rampa d’entrada i el sostre cobert.

Actualment, es continua amb les visites guiades, dues vegades al mes, en caps de setmana i festius importants. Tanmateix, quan es finalitza amb el projecte del Centre d'Arqueologia d'Avinganya el 2011, s’abandonen la resta d’activitats. Durant l’existència d’aquest, es crearen dos vídeos interactius (avui dia encara en funcionament) que ajuden a l’enteniment del conjunt, ja que expliquen les diverses fases cronològiques. La muntanya del Montmeneu és la narradora de tots els fets, alhora que s’indiquen amb projeccions en l'espai cada part del temple. A més, s'afegeixen dos plafons informatius en la nau central, on es dibuixa l’evolució de la planta. Durant els últims anys, s’ha incorporat una rampa d’accessibilitat en l’entrada cap al claustre. Igualment, per la seguretat dels visitants, hi ha balustrades de ferro o reixes en zones com el pou del centre del claustre o en el segon pis residencial -perdut el dia d’avui-. Una part de la coberta del claustre s'ha cobert per a proporcionar protecció de les inclemències meteorològiques.